# Lista över attentat i Europa
Detta är en lista över attentat i Europa. Dödade eller skadade förövare är inte inräknade om inte annat anges.

## Före 1880
| Datum            | Händelse                                               | Antal döda | Antal skadade |
| ---------------- | ------------------------------------------------------ | ---------- | ------------- |
| 350              | Mordet på Constans                                     | 1          | 0             |
| 1389             | Mordet på Murad I                                      | 1          | 0             |
| 1447             | Mordet på Lekë Zaharia                                 | 1          | 0             |
| 16 mars 1792     | Mordet på Gustav III                                   | 1          | 0             |
| 24 december 1800 | Rue Saint-Nicaisekonspirationens attentat mot Napoleon | 8          | 6             |
| 23 mars 1801     | Mordet på Paul I av Ryssland                           | 1          | 0             |
| 13 februari 1820 | Mordet på Karl Ferdinand, hertig av Berry              | 1          | 0             |

## 1880-talet
| Datum        | Händelse                                                  | Antal döda | Antal skadade |
| ------------ | --------------------------------------------------------- | ---------- | ------------- |
| 13 mars 1881 | Mordet på Alexander II av Ryssland                        | 2          | 21            |
| 6 maj 1882   | Morden på Lord Frederick Cavendish och Thomas Henry Burke | 2          | 0             |
| 1885         | Mordet på Ali Pashë Gucia                                 | 1          | 0             |

## 1890-talet
| Datum             | Händelse                                            | Antal döda | Antal skadade |
| ----------------- | --------------------------------------------------- | ---------- | ------------- |
| 1892              | Ravachols bombattentat                              | 0          | 8             |
| 25 juni 1894      | Mordet på Marie François Sadi Carnot                | 1          | 0             |
| 8 augusti 1897    | Mordet på Antonio Cánovas del Castillo              | 1          | 0             |
| 10 september 1898 | Mordet på kejsarinnan Elisabeth av Österrike-Ungern | 1          | 0             |

## 1900-talet
| Datum            | Händelse                                   | Antal döda | Antal skadade |
| ---------------- | ------------------------------------------ | ---------- | ------------- |
| 29 juli 1900     | Mordet på Umberto I                        | 1          | 0             |
| 15 mars 1901     | Mordet på Nikolaj Bogolepov                | 1          | 0             |
| 21 februari 1902 | Mordet på Haxhi Zeka                       | 1          | 0             |
| 28 april 1902    | Mordet på Dmitrij Sipjagin                 | 1          | 0             |
| 11 juni 1903     | Mordet på Alexander I av Serbien           | 2          | 0             |
| 1904-1909        | Martin Ekenbergs brevbomber                | 0          | 5             |
| 17 juni 1904     | Mordet på Nikolaj Bobrikov                 | 1          | 0             |
| 28 juli 1904     | Mordet på Vjatjeslav von Pleve             | 1          | 0             |
| 6 februari 1905  | Mordet på Eliel Soisalon-Soininen          | 1          | 0             |
| 12 februari 1905 | Mordet på Kristo Negovani                  | 1          | 0             |
| 17 februari 1905 | Mordet på Sergej Alexandrovitj av Ryssland | 2          | 0             |
| 1 februari 1908  | Mordet på Karl I av Portugal               | 2          | 0             |
| 12 juli 1908     | Amaltheadådet                              | 1          | 23            |
| 27 juni 1909     | Hjalmar Wång mord på Otto Ludvig Beckman   | 1          | 1             |

## 1910-talet
| Datum             | Händelse                                     | Antal döda | Antal skadade |
| ----------------- | -------------------------------------------- | ---------- | ------------- |
| 14 september 1911 | Mordet på Pjotr Stolypin                     | 1          | 0             |
| 2 oktober 1911    | Mordet på Valde Hirvikanta                   | 2          | 0             |
| 28 juni 1914      | Skotten i Sarajevo                           | 2          | 16-20         |
| 31 juli 1914      | Mordet på Jean Jaurès                        | 1          | 0             |
| 24 september 1915 | Mordet på Ded Gjo Luli                       | 1          | 0             |
| 30 december 1917  | Mordet på Grigorij Rasputin                  | 1          | 0             |
| 30 augusti 1918   | Attentatet mot Vladimir Lenin                | 0          | 1             |
| 15 januari 1919   | Morden på Rosa Luxemburg och Karl Liebknecht | 2          | 0             |
| 21 februari 1919  | Mordet på Kurt Eisner                        | 1          | 0             |
| 25 mars 1919      | Mordet på Prenk Bibë Doda                    | 1          | 1             |

## 1920-talet
| Datum            | Händelse                                 | Antal döda | Antal skadade |
| ---------------- | ---------------------------------------- | ---------- | ------------- |
| 14 februari 1922 | Mordet på Heikki Ritavuori               | 1          | 0             |
| 13 juni 1920     | Mordet på Essad Pascha Toptani           | 1          | 0             |
| 31 augusti 1920  | Morden på Kuusinenklubben                | 8          | 10            |
| 21 november 1920 | Blodiga söndagen                         | 14         | 0             |
| 26 augusti 1921  | Mordet på Matthias Erzberger             | 1          | 0             |
| 24 juni 1922     | Mordet på Walther Rathenau               | 1          | 0             |
| 16 december 1922 | Mordet på Gabriel Narutowicz             | 1          | 0             |
| 31 maj 1923      | Mordet på Walther Kadow                  | 1          | 0             |
| 22 april 1924    | Mordet på Avni Rrustemi                  | 1          | 0             |
| 10 juni 1924     | Mordet på Giacomo Matteotti              | 1          | 0             |
| 2 mars 1925      | Mordet på Luigj Gurakuqi                 | 1          | 0             |
| 16 april 1925    | Attentatet mot Sveta Nedelja-kyrkan 1925 | ~150       | ~500          |
| 8 augusti 1928   | Mordet på Stjepan Radić                  | 1          | "flera andra" |
| 14 oktober 1929  | Mordet på Shtjefën Gjeçovi               | 1          | 0             |

## 1930-talet
| Datum            | Händelse                             | Antal döda | Antal skadade |
| ---------------- | ------------------------------------ | ---------- | ------------- |
| 14 augusti 1933  | Mordet på Hasan Prishtina            | 1          | 0             |
| 30 december 1933 | Mordet på Ion Duca                   | 1          | 0             |
| 15 juni 1934     | Mordet på Bronisław Pieracki         | 1          | 0             |
| 25 juli 1934     | Mordet på Engelbert Dollfuß          | 1          | 0             |
| 9 oktober 1934   | Mordet på Alexander I av Jugoslavien | 3          | 0             |
| 1 december 1934  | Mordet på Sergej Kirov               | 1          | 0             |
| 4 februari 1936  | Mordet på Wilhelm Gustloff           | 1          | 0             |
| 13 juli 1936     | Mordet på José Calvo Sotelo          | 1          | 0             |
| 9 november 1938  | Mordet på Ernst vom Rath             | 1          | 0             |

## 1940-talet
| Datum            | Händelse                            | Antal döda | Antal skadade |
| ---------------- | ----------------------------------- | ---------- | ------------- |
| 3 mars 1940      | Attentatet mot Norrskensflamman     | 5          | 5             |
| 27 november 1940 | Mordet på Nicolae Iorga             | 1          | 0             |
| 5 maj 1942       | Mordet på Qemal Stafa               | 1          | 0             |
| 27 maj 1942      | Attentatet på Reinhard Heydrich     | 1          | 1             |
| 2 januari 1943   | Mordet på Qazim Koculi              | 1          | 0             |
| 1 februari 1944  | Attentatet på Franz Kutschera       | 1          | 0             |
| 15 april 1944    | Attentatet på Giovanni Gentile      | 1          | 0             |
| 20 juli 1944     | 20 juli-attentatet mot Adolf Hitler | 4          | 13            |
| 20 januari 1945  | Mordet på Jane Horney               | 1          | 0             |
| 8 februari 1945  | Mordet på Karl Marthinsen           | 1          | 1             |

## 1950-talet
| Datum           | Händelse                          | Antal döda | Antal skadade |
| --------------- | --------------------------------- | ---------- | ------------- |
| 10 april 1957   | Attentatet mot Ante Pavelić       | 1          | 0             |
| 15 oktober 1959 | Mordet på Stepan Bandera          | 1          | 0             |
| 18 oktober 1959 | Mordet på Ahmed Boughéra El Ouafi | 1          | 0             |

## 1960-talet
| Datum            | Händelse                         | Antal döda | Antal skadade |
| ---------------- | -------------------------------- | ---------- | ------------- |
| 22 augusti 1962  | Attentatet mot Charles de Gaulle | 0          | 0             |
| 2 juni 1967      | Mordet på Benno Ohnesorg         | 1          | 0             |
| 11 april 1968    | Attentatet mot Rudi Dutschke     | 0          | 1             |
| 20 april 1969    | Mordet på Vjekoslav Luburić      | 1          | 0             |
| 12 december 1969 | Bombdådet på Piazza Fontana      | 17         | 88            |

## 1970-talet
| Datum                | Händelse                                              | Antal döda | Antal skadade |
| -------------------- | ----------------------------------------------------- | ---------- | ------------- |
| 10 februari 1971     | Ockupationen av Jugoslaviens konsulat i Göteborg 1971 | 0          | 0             |
| 7 april 1971         | Beskjutningen av Jugoslaviens ambassad 1971           | 1          | 0             |
| 21 juli 1972         | Blodiga fredagen                                      | 9          | 130           |
| 31 juli 1972         | Bombattentatet i Claudy                               | 9          | 30            |
| 5-6 september 1972   | Münchenmassakern                                      | 12         | 0             |
| 15-16 september 1972 | Flygkapningen på Bulltofta                            | 0          | 0             |
| 20 december 1973     | Mordet på Luis Carrero Blanco                         | 3          | 0             |
| 17 maj 1974          | Bombattentatet i Dublin och Monaghan                  | 33         | 300+          |
| 10 november 1974     | Mordet på Günter von Drenkmann                        | 1          | 0             |
| 24 april 1975        | Ambassadockupationen i Stockholm                      | 2          | 14            |
| 5 januari 1976       | Kingsmillmassakern                                    | 10         | 1             |
| 7 april 1977         | Mordet på Siegfried Buback                            | 3          | 0             |
| 30 juli 1977         | Mordet på Jürgen Ponto                                | 1          | 0             |
| 5 september 1977     | Schleyer-kidnappningen                                | 8          | 0             |
| 16 mars 1978         | Massakern på Via Fani                                 | 5          | 0             |
| 9 maj 1978           | Mordet på Aldo Moro                                   | 1          | 0             |
| 11 september 1978    | Mordet på Georgi Markov                               | 1          | 0             |
| 24 januari 1979      | Mordet på Guido Rossa                                 | 1          | 0             |
| 27 augusti 1979      | Mordet på Lord Mountbatten                            | 4          | 0             |
| 27 augusti 1979      | Warrenpointmassakern                                  | 18         | 6             |

## 1980-talet
| Datum            | Händelse                                   | Antal döda | Antal skadade |
| ---------------- | ------------------------------------------ | ---------- | ------------- |
| 2 augusti 1980   | Bombdådet i Bologna                        | 85         | 200+          |
| 13 maj 1981      | Mordförsöket på Johannes Paulus II         | 0          | 1             |
| 18 januari 1982  | Mordet på Jusuf Gërvalla                   | 3          | 0             |
| 9 augusti 1982   | Chez Jo Goldenberg restaurant attack Paris | 6          | 22            |
| 12 oktober 1984  | Bombattentatet i Brighton                  | 5          | 31            |
| 19 februari 1985 | Mordet på Ricardo Tejero Magro             | 1          | 0             |
| 14 juni 1985     | Kapningen av TWA flight 847                | 1          | 0             |
| 23 juni 1985     | Bombningen av Air India Flight 182         | 329        | 0             |
| 7 oktober 1985   | Kapningen av Achille Lauro                 | 1          | 0             |
| 28 februari 1986 | Mordet på Olof Palme                       | 1          | 1             |
| 5 april 1986     | Diskoteksbombningen i Västberlin 1986      | 3          | 229           |
| 8 november 1987  | Bombattentatet i Enniskillen               | 12         | 83            |
| 16 mars 1988     | Milltownmassakern                          | 3          | 60+           |
| 21 december 1988 | Lockerbieattentatet                        | 270        | 0             |
| 30 november 1989 | Mordet på Alfred Herrhausen                | 1          | 0             |

## 1990-talet
| Datum                          | Händelse                                             | Antal döda | Antal skadade |
| ------------------------------ | ---------------------------------------------------- | ---------- | ------------- |
| 6 september 1990               | Mordet på Efat Ghazi                                 | 1          | 0             |
| 3 augusti 1991-30 januari 1992 | John Ausonius, alias "Lasermannens", attentat        | 1          | 10            |
| 17 januari 1992                | Teebane Cross Road-massakern                         | 8          | 6             |
| 17 september 1992              | Mykonosattentatet                                    | 4          | 0             |
| 29 maj 1993                    | Mordbranden i Solingen 1993                          | 5          | 14            |
| 23 oktober 1993                | Bombattentatet på Shankill Road                      | 9          | 57            |
| 30 oktober 1993                | Greysteelmassakern                                   | 8          | 13            |
| 15 juni 1996                   | Bombattentatet i Manchester 1996                     | 0          | 212           |
| 7 mars 1998                    | Mordet på Adem Jashari                               | 58         | 0             |
| 15 augusti 1998                | Bombattentatet i Omagh                               | 29         | 300+          |
| 20 maj 1999                    | Mordet på Massimo D'Antona                           | 1          | 0             |
| 28 juni 1999                   | Bilbomben i Nacka 1999                               | 0          | 2             |
| 4–16 september 1999            | Lägenhetsbombdåden i Bujnaksk, Moskva och Volgodonsk | 307        | 1700+         |
| 12 oktober 1999                | Mordet på Björn Söderberg                            | 1          | 0             |

## 2000-talet
| Datum                           | Händelse                                          | Antal döda | Antal skadade |
| ------------------------------- | ------------------------------------------------- | ---------- | ------------- |
| 19 mars 2002                    | Mordet på Marco Biagi                             | 1          | 0             |
| 6 maj 2002                      | Mordet på Pim Fortuyn                             | 1          | 0             |
| 23-26 oktober 2002              | Gisslandramat på Dubrovkateatern                  | ~130       | 700+          |
| 1 augusti 2003                  | Självmordsattentatet i Mozdok                     | 50         | 0             |
| 10 september 2003               | Mordet på Anna Lindh                              | 1          | 0             |
| 5 december 2003                 | Attentatet i Jessentuki                           | 46         | 160           |
| 6 februari 2004                 | Bombattentatet i Moskvas tunnelbana 2004          | 40         | 103           |
| 11 mars 2004                    | Bombdåden i Madrid 2004                           | 191        | 2050          |
| 9 maj 2004                      | Mordet på Achmat Kadyrov                          | ~30        | 56            |
| 1-3 september 2004              | Gisslandramat i Beslan                            | 385        | 783           |
| 2 november 2004                 | Mordet på Theo van Gogh                           | 1          | 2             |
| 10 maj 2005                     | Vladimir Arutiunjans mordförsök på George W. Bush | 0          | 0             |
| 7 juli 2005                     | Bombdåden i London 2005                           | 52         | ~700          |
| 7 oktober 2006                  | Mordet på Anna Politkovskaja                      | 1          | 0             |
| 30 december 2006                | Bombdådet på Madrids flygplats Barajas            | 2          | 19            |
| 30 juni 2007                    | Attacken mot Glasgow International Airport 2007   | 0          | 5             |
| 18, 29, 30 juni, 2, 6 juli 2008 | Bombningarna i Abchazien 2008                     | 4          | 18            |
| 19 januari 2009                 | Mordet på Anastasija Baburova                     | 2          | 0             |
| 30 april 2009                   | Skolmassakern i Baku 2009                         | 12         | 10            |
| 30 april 2009                   | Attentatet i Apeldoorn 2009                       | 7          | 10            |
| 1 juli 2009                     | Mordet på Marwa El-Sherbini                       | 1          | 0             |
| 17 augusti 2009                 | Självmordsattentatet i Nazran 2009                | 20         | 139           |

## 2010-talet
| Datum               | Händelse | Antal döda | Antal skadade |
| ------------------- | --- | ---------- | ------------- |
| 29 mars 2010        | Bombdåden i Moskvas tunnelbana 2010 | 40         | 100           |
| 19 juli 2010        | Mordet på Sokratis Giolias | 1          | 0             |
| 11 december 2010    | Bombdåden i Stockholm 2010 | 0          | 2             |
| 24 januari 2011     | Bombningen av Domodedovo internationella flygplats 2011 | 37         | 173           |
| 11 april 2011       | Explosionen i Minsks tunnelbana 2011 | 15         | 204           |
| 22 juli 2011        | Terrorattentaten i Norge 2011 | 77         | 319           |
| 11-22 mars 2012     | Attentaten i Frankrike mars 2012 | 6          | 7             |
| 18 juli 2012        | Attentatet i Burgas 2012 då den fransk-libanesiske Hizbollah-terroristen Mohamad Hassan El-Husseini 18 juli 2012 sprängde en turistbuss med israeliska passagerare vid Burgas flygplats. Den bulgariske busschauffören och fem israeliska turister dödades. | 6          | 30+           |
| 24 maj 2014         | Attentatet mot judiska museet i Belgien | 4          | 0             |
| 20 december 2014    | Attentatet i Tours 2014 då 20-årige franska medborgaren Bertrand Nzohabonayo ifrån Burundi gick in i Joué-lès-Tours polisstation och högg mot poliser med kniv under utstötandet av "Allahu akbar"-vrål. Han sköts ihjäl av polis. Gärningsmannen tog förnamnet Bilar när han konverterade till Islam. Före attentatet publicerade han islamistiskt material i sociala medier inklusive Islamiska statens flagga. | 1 (gm)     | 3             |
| 7 januari 2015      | Attentatet mot Charlie Hebdo | 12         | 11            |
| 3 februari 2015     | Attentatet i Nice 2015 då 30-årige Moussa Coulibaly den 3 februari 2015 med kniv angrep tre patrullerande soldater som stod vakt utanför ett judiskt centrum i staden som del av Opération Sentinelle. Tre soldater sårades och gärningsmannen greps. | 0          | 3             |
| 14 februari 2015    | Attentatet i Köpenhamn 2015 | 2          | 5             |
| 27 februari 2015    | Mordet på Boris Nemtsov | 1          | 0             |
| 21 augusti 2015     | Attentatet mot Thalys-tåget 2015 | 0          | 1             |
| 13-14 november 2015 | Terrordåden i Paris i november 2015 | 130        | 350+          |
| 22 mars 2016        | Terrordåden i Bryssel 2016 | 32         | 300+          |
| 13 juni 2016        | Attentatet i Magnanville 2016 | 2 1 gm     |               |
| 16 juni 2016        | Mordet på Jo Cox | 1          | 0             |
| 14 juli 2016        | Attentatet i Nice 2016 | 84         | 458           |
| 19 juli 2016        | Attentatet i Würzburg 2016 då en asylsökare från Afghanistan den 19 juli 2016 skadade fyra personer på ett tåg då han attackerade dem med en yxa. Gärningsmannen sköts ihjäl av polis under flykten. | 0          | 4             |
| 22 juli 2016        | Dödsskjutningarna i München 2016 | 9          | 16            |
| 26 juli 2016        | Attentatet i St Étienne-du-Rouvray 2016 | 1          | 0             |
| 19 december 2016    | Attentatet i Berlin 2016 | 12         | 48            |
| 22 mars 2017        | Attentatet i London i mars 2017 | 5          | 40            |
| 3 april 2017        | Bombdådet i Sankt Petersburgs tunnelbana 2017 | 15         | 64            |
| 7 april 2017        | Attentatet i Stockholm 2017 | 5          | 15            |
| 20 april 2017       | Attentatet vid Champs-Élysées 2017 | 1          | 3             |
| 22 maj 2017         | Attentatet i Manchester 2017 | 22         | 120           |
| 3 juni 2017         | Attentatet i London i juni 2017 | 7          | 48            |
| 20 juni 2017        | Attentatet i Bryssel juni 2017 då en gärningsman vid 20:30 utlöste en sprängladdning på Bryssels järnvägsstation varpå han sköts ihjäl av polis. Sprängladdningen orsakade begränsade skador. | 1 (gm)     | 0             |
| 9 augusti 2017      | Attentatet i Levallois-Perret 2017 | -          | 6 1 gm        |
| 17 augusti 2017     | Attentatet i Katalonien 2017 | 13         | 100           |
| 18 augusti 2017     | Attentatet i Åbo 2017 då marockanske asylsökaren Abderrahman Bouanane attackerade finska medborgare med kniv i centrala Åbo. Två av offren avled av skadorna de tillfogats. Gärningsmannen hade uppgivit namnet Abderrahman Mechkah och åldern 18 till finska myndigheter när han anlände till landet från Tyskland där han lämnade ett DNA-prov, men hans riktiga namn och födelseår 1994 uppdagades.            | 2          | 8             |
| 26 augusti 2017     | Attentatet i Bryssel augusti 2017 då en 30-årig man med somaliskt ursprung och belgiskt medborgarskap attackerade soldater på gatan i Bryssel med en machete. Enligt taleskvinna för åklagarmyndigheten ropade gärningsmannen "Allahu akbar" två gånger innan han sköts ihjäl. Islamiska Staten annonserade att den dödade var en soldat i deras styrkor.                                                         | 1 (gm)     |               |
| 16 januari 2018     | Mordet på Oliver Ivanović | 1          | 0             |
| 28 februari 2018    | Mordet på den slovakiske journalisten Ján Kuciak och hans fästmö | 2          | 0             |